# Paus Clemens I
Paus Clemens I of Clemens Romanus (Rome?, 1e eeuw - Chersonesos (Bosporuskoninkrijk, nu: Krim), 99 of 101) was een bisschop van Rome en een heilige in het vroege christendom. Volgens de officiële lijst van pausen van het Vaticaan was hij paus van 88 of 92 tot 97.
Clemens schreef de Eerste brief van Clemens en is daarmee na Paulus de eerste belangrijke figuur in het christendom  van wie authentieke en omvangrijke bronnen bewaard zijn gebleven. De brief wordt gerekend tot de geschriften van de apostolische vaders.

## Leven
Er is weinig bekend over zijn leven. Waarschijnlijk was Clemens een hellenistische Jood met goede kennis van de Hebreeuwse Bijbel en een grondige filosofische opleiding. 
Volgens Tertullianus werd Clemens door de apostel Petrus gewijd. Volgens Hiëronymus was hij Petrus' directe opvolger en waren paus Linus en paus Anacletus I Clemens' opvolgers. Elders noemt Hiëronymus Clemens echter "de vierde paus".
Volgens Ireneüs was Clemens als opvolger van paus Linus en paus Anacletus de derde opvolger van Petrus als bisschop van Rome en was zijn pontificaat 92 tot 101. Op andere pauslijsten is Clemens de vierde bisschop van Rome. Voorafgaand aan Linus wordt dan Petrus genoemd als eerste bisschop of paus van Rome. De gemeente te Rome gold toen als een van de voornaamste christelijke kerkgemeenschappen. Mogelijk was Clemens samen met Linus en Anacletus lid van het presbyterium (= de raad van oudsten) van de Kerk in de stad Rome. Tijdens zijn ambtstermijn werd het vormsel ingevoerd.
Clemens zou een tijdgenoot zijn geweest van de apostelen en betrekkingen met hen hebben onderhouden. Hij zou ook de Clemens zijn die in Filippenzen 4:3 genoemd wordt, een 'medearbeider' van Paulus, wiens naam is opgenomen in het 'boek der levenden', waaronder Origenes, Eusebius en Hiëronymus. Dit wordt stellig ontkend door Dr. A.F.J. Klijn.
Volgens een traditie werd Clemens verbannen naar een eiland in de Zwarte Zee, waarschijnlijk de Krim, waar hij zware arbeid in de mijnen moest verrichten. Omdat hij daar velen tot geloof bracht is hij door de Romeinen verdronken in zee. Om te voorkomen dat zijn lijk later zou aanspoelen bonden zij een anker om zijn nek.
De San Clemente zou zijn gebouwd op het vroegere woonhuis van Clemens.

## Werken
Clemens schreef de Eerste brief van Clemens (1 Clemens) aan de christenen van Korinthe waarschijnlijk omstreeks 96. In de brief is sprake van een rebellie van een groepje jonge christenen die de ouderlingen van de kerk in Korinthe hadden afgezet. Clemens betoogde dat de jongeren moesten worden verbannen en de ouderlingen in hun ambt moesten worden hersteld. Hij verklaarde dat ouderlingen onder geen beding konden worden afgezet. Hij schreef dat 'de apostelen overal bisschoppen en diakenen hadden aangesteld'. Clemens introduceerde hiermee conceptueel wat later de apostolische successie zou worden genoemd - een hiërarchische keten: God, Christus, de apostelen, de bisschoppen (1 Clemens 42-44). De apostelen hadden hun gezag (naar verluidt) overgedragen aan de vroegste apostolische vaders. Ireneüs is de oudste bron die dit verder uitwerkte.
Voorts spoorde Clemens aan te leven zoals Jezus Christus en trouw te zijn aan de Romeinse overheid. Hij vergeleek Jezus met de feniks, die net als Christus na zijn dood herrees (opstanding) (1 Clemens 25:1-4).
De Tweede brief van Clemens is een van de vroegst bewaard gebleven preken, die hoogstwaarschijnlijk niet van Clemens zelf is. Er is ook een (fictieve) autobiografie van Clemens, de pseudo-Clementijnse roman, die beschouwd wordt als de eerste christelijke roman.

## Patroonheilige
In de Rooms-Katholieke Kerk en Orthodoxe Kerken wordt Clemens I op 23 november als heilige gevierd, bij de Grieken op 24 november en in de Russische Kerk op 25 november. In de beeldende kunst wordt hij voorgesteld als paus, vaak met een pauselijk kruis, met anker, boekrol, palmtak of een uit de zee rijzende tempeltje, ook wel met een bron en een lama.
Sint-Clemens is een patroonheilige die hoofdzakelijk door de Vlaamse molenaars wordt vereerd. Een relikwie van de heilige Clemens werd door pastoor Delaere in 1804 in Izegem geplaatst "om aldaar te voldoen aan de devotie der molenaars". Hij wordt aangeroepen tegen de bliksem. Sint-Clemens is de patroonheilige van Klemskerke, Minderhout, Eppegem, Hoeilaart en Watermaal-Bosvoorde (kerk). In Rome is de basiliek van San Clemente aan hem gewijd.